# Луи де Монморанси-Вастин
Луи де Монморанси (фр. Louis de Montmorency; ок. 1554 — 30 марта 1585, Остенде), сеньор де Бёври — испанский офицер, участник войны в Нидерландах.

## Биография
Сын Франсуа де Монморанси, сеньора де Вастин, и Элен Вилен, дамы д'Эстерр. Получил от отца титул сеньора де Бёври.
Капитан роты регулярной пехоты и лейтенант пехотного полка своего отца. Под командованием сеньора де Ламотта воевал с нидерландскими мятежниками. В ходе атаки Остенде испанские войска взяли штурмом Нижний город, но при дальнейшем продвижении, не получив достаточной поддержки, солдаты оставили своего командира и отступили. Монморанси был убит в бою, и его тело враги бросили в море.

## Семья
Жена (31.07.1577): Жанна де Сент-Омер (ум. 1584), дочь Жана де Сент-Омера, сеньора де Морбека, и Жаклин д'Ив, дамы де Робек. Принесла в приданое значительные земельные владения
Дети:
- Франсуа де Монморанси (4.10.1578—5.02.1640), граф д'Эстерр и де Морбек
- Антуан Франсуа де Монморанси (ум. 1635), аббат Сент-Андре де Като-Камбрези и Сент-Этьен де Феми
- Жан II де Монморанси-Вастин (ум. 14.10.1631), принц де Робек. Жена: Мадлен де Ланс (ум. 1673), дочь барона Жиля д'Обиньи
- Флорис де Монморанси (1580—1659), ректор иезуитов в Дуэ
- Мари де Монморанси (1581/1582 — после 1617), монахиня, придворная дама эрцгерцогини Изабеллы
- Элен де Монморанси (ум. 11.03.1613). Муж (1609): барон Рикальт де Мерод (ум. 1622), губернатор Брюсселя